# Elemento logístico de combate
En el Cuerpo de Marines de los Estados Unidos, el Elemento Logístico de Combate (en inglés: Logistics Combat Element, LCE), previamente conocido como elemento de servicios de apoyo al combate, es la parte de la Fuerza de Tareas Aero-Terrestre de Marines  responsable por proporcionar el apoyo logístico. Provee el equipo y el personal para mantener funcionando logísticamente al MAGTF.
El LCE proporciona todas las funciones de apoyo no orgánicas a las unidades del elemento terrestre de combate y del elemento aéreo de combate. Estas funciones incluyen: comunicaciones, ingenieros de combate, transporte motorizado, servicios médicos, abastecimientos, mantenimiento, distribución aérea y apoyo al desembarco.
El tamaño del LCE varía en proporción al tamaño de la MAGTF. Una Fuerza Expedicionaria de Marines tiene un Grupo Logístico de Infantería de Marina. Una Brigada Expedicionaria de Marines tiene un Regimiento Logístico de Combate, a menudo reforzado con equipos y personal de otras unidades logísticas. Las varias Unidades Expedicionarias de Marines tienen un Batallón Logístico de Combate reforzado. Generalmente, las asignaciones de un MEF son permanentes, mientras que los MEB y MEU rotan sus GCE, ACE y LCE dos veces al año.

## Jerarquía de las unidades logísticas del Cuerpo de Marines

### 1.erGrupo Logístico del Cuerpo de Marines - I Fuerza Expedicionaria de Marines
| Nombre del Batallón                     | Insignia | Sobrenombre (inglés) | Sobrenombre (castellano) |
| --------------------------------------- | -------- | -------------------- | ------------------------ |
| Batallón Cuartel General y de Servicios |          |                      |                          |
| 1.er Batallón Dental                    |          |                      |                          |
| 7.º Batallón de Apoyo de Ingenieros     |          |                      |                          |

#### 1.er Regimiento Logístico de Combate
| Nombre del Batallón                | Insignia | Sobrenombre (inglés) | Sobrenombre (castellano) |
| ---------------------------------- | -------- | -------------------- | ------------------------ |
| 1.er Batallón Logístico de Combate |          |                      |                          |
| 5.o Batallón Logístico de Combate  |          |                      |                          |
| 7.o Batallón Logístico de Combate  |          |                      |                          |

#### 15.o Regimiento Logístico de Combate
| Nombre del Batallón                | Insignia | Sobrenombre (inglés) | Sobrenombre (castellano) |
| ---------------------------------- | -------- | -------------------- | ------------------------ |
| 1.er Batallón de Mantenimiento     |          | Warfighters          | Combatientes             |
| 1.er Batallón Médico               |          |                      |                          |
| 1.er Batallón de Abastecimiento    |          | Dragon Warriors      | Guerreros Dragón         |
| 11.a Compañía Logística de Combate |          |                      |                          |
| 16.a Compañía Logística de Combate |          | Los Lobos            | Los Lobos                |

#### 17.o Regimiento Logístico de Combate
| Nombre del Batallón                 | Insignia | Sobrenombre (inglés) | Sobrenombre (castellano) |
| ----------------------------------- | -------- | -------------------- | ------------------------ |
| 11.er Batallón Logístico de Combate |          |                      |                          |
| 13.er Batallón Logístico de Combate |          | Lucky                | Afortunado               |
| 15.o Batallón Logístico de Combate  |          | Blackout             | Apagón                   |

### 2.º Grupo Logístico del Cuerpo de Marines - II Fuerza Expedicionaria de Marines
| Nombre del Batallón                     | Insignia | Sobrenombre (inglés) | Sobrenombre (castellano) |
| --------------------------------------- | -------- | -------------------- | ------------------------ |
| Batallón Cuartel General y de Servicios |          |                      |                          |
| 2.º Batallón Dental                     |          |                      |                          |
| 8.º Batallón de Apoyo de Ingenieros     |          |                      |                          |

#### 2.º Regimiento Logístico de Combate
| Nombre del Batallón               | Insignia | Sobrenombre (inglés) | Sobrenombre (castellano) |
| --------------------------------- | -------- | -------------------- | ------------------------ |
| 2.º Batallón Logístico de Combate |          |                      |                          |
| 6.º Batallón Logístico de Combate |          |                      |                          |
| 8.º Batallón Logístico de Combate |          |                      |                          |

#### 25.º Regimiento Logístico de Combate
| Nombre del Batallón                | Insignia | Sobrenombre (inglés) | Sobrenombre (castellano) |
| ---------------------------------- | -------- | -------------------- | ------------------------ |
| 2.º Batallón de Mantenimiento      |          |                      |                          |
| 2.º Batallón de Abastecimiento     |          |                      |                          |
| 2.º Batallón Médico                |          |                      |                          |
| 21.ª Compañía Logística de Combata |          |                      |                          |
| 23.ª Compañía Logística de Combate |          | Roughnecks           | Cuellos Duros            |

#### 27.º Regimiento Logístico de Combate
| Nombre del Batallón                | Insignia | Sobrenombre (inglés) | Sobrenombre (castellano) |
| ---------------------------------- | -------- | -------------------- | ------------------------ |
| 22.º Batallón Logístico de Combate |          |                      |                          |
| 24.º Batallón Logístico de Combate |          |                      |                          |
| 26.º Batallón Logístico de Combate |          |                      |                          |
| 2.º Batallón de Policía Militar    |          |                      |                          |

### 3.erGrupo Logístico del Cuerpo de Marines - III Fuerza Expedicionaria de Marines
| Nombre del Batallón                     | Insignia | Sobrenombre (inglés) | Sobrenombre (castellano) |
| --------------------------------------- | -------- | -------------------- | ------------------------ |
| Batallón Cuartel General y de Servicios |          |                      |                          |
| 3.er Batallón Dental                    |          |                      |                          |
| 9.º Batallón de Apoyo de Ingenieros     |          |                      |                          |

#### 3.er Regimiento Logístico de Combate
| Nombre del Batallón                | Insignia | Sobrenombre (inglés) | Sobrenombre (castellano) |
| ---------------------------------- | -------- | -------------------- | ------------------------ |
| 3.er Batallón Logístico de Combate |          |                      |                          |
| 4.º Batallón Logístico de Combate  |          | The Supporting Edge  |                          |

#### 35.º Regimiento Logístico de Combate
| Nombre del Batallón                | Insignia | Sobrenombre (inglés) | Sobrenombre (castellano) |
| ---------------------------------- | -------- | -------------------- | ------------------------ |
| 3.er Batallón Médico               |          |                      |                          |
| 3.er Batallón de Mantenimiento     |          |                      |                          |
| 3.er Batallón de Abastecimiento    |          |                      |                          |
| 35.ª Compañía Logística de Combate |          |                      |                          |
| 36.ª Compañía Logística de Combate |          | Dragons              | Dragones                 |

#### 37.º Regimiento Logístico de Combate
| Nombre del Batallón                | Insignia | Sobrenombre (inglés) | Sobrenombre (castellano) |
| ---------------------------------- | -------- | -------------------- | ------------------------ |
| 3.er Batallón Logístico de Combate |          |                      |                          |

### 4.º Grupo Logístico del Cuerpo de Marines - Fuerzas de Reserva del Cuerpo de Marines
| Nombre del Batallón                     | Insignia | Sobrenombre (inglés) | Sobrenombre (castellano) |
| --------------------------------------- | -------- | -------------------- | ------------------------ |
| Batallón Cuartel General y de Servicios |          |                      |                          |
| 4.º Batallón de Mantenimiento           |          |                      |                          |
| [4.º Batallón de Abastecimiento         |          |                      |                          |
| 6.º Batallón de Ingenieros              |          |                      |                          |
| 6.º Batallón de Transporte Motorizado   |          |                      |                          |
| 4.º Batallón Médico                     |          |                      |                          |
| 4.º Batallón Dental                     |          |                      |                          |
| 4.º Batallón de Apoyo al Desembarco     |          |                      |                          |
| <6.º Batallón de Comunicaciones         |          |                      |                          |